# Mistrzostwa Panamerykańskie w Judo 1992
19. Mistrzostwa panamerykańskie w judo odbywały się w 1992 roku w Hamilton. W tabeli medalowej tryumfowali judocy z Kuby.

## Klasyfikacja medalowa
| Miejsce | Państwo           |    |    |    | Razem |
| ------- | ----------------- | -- | -- | -- | ----- |
| 1       | Kuba              | 6  | 3  | 1  | 10    |
| 2       | Brazylia          | 4  | 1  | 6  | 11    |
| 3       | Stany Zjednoczone | 3  | 0  | 7  | 10    |
| 4       | Wenezuela         | 1  | 3  | 3  | 7     |
| 5       | Argentyna         | 1  | 1  | 8  | 10    |
| 6       | Meksyk            | 1  | 1  | 2  | 4     |
| 7       | Kanada            | 0  | 4  | 2  | 6     |
| 8       | Portoryko         | 0  | 2  | 0  | 2     |
| 9       | Haiti             | 0  | 1  | 1  | 2     |
| 10      | Dominikana        | 0  | 0  | 1  | 1     |
| Razem   | Razem             | 16 | 16 | 31 | 63    |

## Medaliści

### Mężczyźni
| Konkurencja: | Złoto:                  | Srebro:             | Brąz:                                |
| −56 kg       | Rodolfo Yamayose        | Paul Landers        | Clayton Sunada Sebastián Ulla        |
| −60 kg       | Tony Okada              | Willis García       | Salvador Hernández Shigueto Yamasaki |
| −65 kg       | Jimmy Pedro             | Israel Hernández    | Francisco Morales Roger Durán        |
| −71 kg       | Mario González          | Ernst Laraque       | Dan Hatano Edgardo Antinori          |
| −78 kg       | Richard Riley           | Ezequiel Paraguassu | Gastón García Kilmar Campos          |
| −86 kg       | Wagner Castropil        | Javier Pina         | Joseph Wanag Hermate Souffrant       |
| −95 kg       | Aurélio Miguel          | Belarmino Salgado   | Jorge Aguirre Charles Griffith       |
| ponad 95 kg  | José Mario Tranquillini | Frank Moreno        | Orlando Baccino                      |

### Kobiety
| Konkurencja: | Złoto:           | Srebro:           | Brąz:                              |
| −45 kg       | Ivis García      | Cynthya Tan       | Andreza Bariane Amy Moesta         |
| −48 kg       | Amarilis Savón   | María Villapol    | Andréa Berti Liliana Fernández     |
| −52 kg       | Carolina Mariani | Nathalie Gosselin | Jo Anne Quiring Legna Verdecia     |
| −56 kg       | Driulis González | Maniliz Segarra   | Jemina Alves Renee Hock            |
| −61 kg       | Ileana Beltrán   | Xiomara Griffith  | Mariel Quintieri Eleucadia Vargas  |
| −66 kg       | Odalis Revé      | Laura Martinel    | Rosicléia Campos Sophie Roberge    |
| −72 kg       | Niurka Moreno    | Karine Blanchet   | Sandra Atsuko Bacher Marcela Cano  |
| ponad 72 kg  | Estela Rodríguez | Nilmari Santini   | Edilene Andrade Colleen Rosensteel |